# Jay Hook
James Wesley „Jay“ Hook (* 18. November 1936 in Waukegan, Illinois) ist ein ehemaliger US-amerikanischer Baseballspieler in der Major League Baseball (MLB). Hook kam als Pitcher in den Jahren 1957 bis 1964 insgesamt zu 160 Einsätzen für die Cincinnati Redlegs bzw. Reds und die New York Mets. Er ist der erste Pitcher in der Geschichte der Mets, dem ein Win für das Franchise gelang.

## Karriere
Jay Hook wurde im August 1957 als sogenanntes Bonus Baby direkt aus dem Amateur-Free-Agent-Status heraus von den Cincinnati Redlegs verpflichtet und kam in der laufenden Saison noch zu drei Einsätzen. 1958 wurde Hook nur einmal berücksichtigt und pitchte drei Innings. In der Saison 1959 wurde er dann bei dem mittlerweile in Reds umbenannten Club öfter eingesetzt und feierte am 18. Juli seinen ersten Karriere-Win gegen die Chicago Cubs. 1960 wurde Hook dauerhafter Bestandteil der Starting Rotation der Reds. In 36 Spielen erreichte er seinen Karrierebestwert in ERA (4,50), allerdings ließ er mit 31 Home Runs die meisten aller Pitcher der MLB in dieser Spielzeit zu. In der Spielzeit 1961 wurde er nur noch selten als Starter eingesetzt und kam hauptsächlich als Reliever zum Einsatz.
Im Zuge des Expansion Draft 1961 wurde Jay Hook von den New York Mets gedraftet und kam ab 1962 für das neu gegründete Franchise zum Einsatz. Am 23. April 1962 pitchte Hook ein komplettes Spiel beim 9:1-Erfolg gegen die Pittsburgh Pirates. Es war der erste Sieg in der Geschichte der Mets und machte Jay Hook zum ersten Mets-Pitcher der Geschichte, der einen Win verbuchen konnte. Mit insgesamt 34 Games Started war die erste Saison in New York Hooks Spielzeit mit den meisten Starts. In der Saison 1963 wurde Hook 41 Mal eingesetzt, sein persönlicher Rekord, wobei er aber nur in knapp der Hälfte der Spiele starten durfte.
Am. 8. Mai 1964 wurde Hook im Tausch mit Roy McMillan an die Milwaukee Braves abgegeben, bei denen er allerdings keine Berücksichtigung im MLB-Kader mehr fand.

## Nach der Karriere
Hook, der 1964 seinen Master in Thermodynamik abschloss, beendete seine Baseballkarriere zugunsten einer Anstellung als Produktentwickler bei Chrysler, gefolgt unter anderem von einer Managementtätigkeit bei der Masco Corporation. Jay Hook ging 1992 in Rente, ist verheiratet und hat vier Kinder. Er und seine Frau leben in Maple City.